# Afrotrewia kamerunica
Afrotrewia es un género monotípico de plantas perteneciente a la familia  Euphorbiaceae. Su única especie: Afrotrewia kamerunica es originaria de África.  

## Descripción
Es un árbol monoico con las ramas cilíndricas; frutas desconocidas. Se encuentra en Camerún.

## Taxonomía
Afrotrewia kamerunica fue descrito por Pax & K.Hoffm. y publicado en Das Pflanzenreich IV. 147 VII(Heft 63): 114. 1914.